# Innenministerium
Das Innenministerium gehört neben dem Verteidigungsministerium (früher Kriegsministerium), dem Finanzministerium, dem Justizministerium und dem Außenministerium zu den klassischen Ministerien, die bereits in den Kabinetten der absolutistischen Könige entstanden.
Das Innenministerium befasst sich mit Fragen der inneren Politik, insbesondere untersteht ihm die Verwaltung. Viele heutige Ministerien befassen sich mit Aufgaben, die ursprünglich dem Innenministerium zugeordnet waren, die aber ausgegliedert wurden, um ihre Wichtigkeit zu betonen. Das gilt zum Beispiel für das Umweltministerium oder das Sozialministerium. Oft gehören zu den Aufgaben des Innenministeriums auch die Fragen der inneren Sicherheit.

In föderalistischen Staaten gibt es Innenministerien oft sowohl auf der Bundes- als auch auf der Landesebene. Einige autonome und abhängige Gebiete haben ebenfalls Innenministerien.

## Innenministerien verschiedener Länder
| Land                   | Bezeichnung |
| ---------------------- | --- |
| Belgien                | Föderaler Öffentlicher Dienst Inneres |
| Brunei                 | Ministerium für Innere Angelegenheiten |
| Dänemark               | Social- og Indenrigsministeriet (Sozial- und Innenministerium) |
| Deutschland            | Bundesministerium des Innern |
| Frankreich             | Ministère de l’Intérieur (Ministerium für Inneres, Überseegebiete, Gebietskörperschaften und Einwanderung)                                                                            |
| Island                 | Innanríkisráðuneyti Íslands (Innenministerium Islands), bestand 2011–2017 |
| Italien                | Ministero dell’Interno (Innenministerium) |
| Japan                  | 総務省 Sōmu-shō („Ministerium für allgemeine Angelegenheiten“), englisch Ministry of Internal Affairs and Communications („Ministerium für Innere Angelegenheiten und Kommunikation“) |
| Kroatien               | Ministarstvo unutarnjih poslova Republike Hrvatske (Innenministerium der Republik Kroatien)                                                                                           |
| Liechtenstein          | Ministerium für Inneres, Wirtschaft und Umwelt |
| Litauen                | Lietuvos Respublikos vidaus reikalų ministerija (Innenministerium der Republik Litauen)                                                                                               |
| Luxemburg              | Ministère de l’Intérieur (Innenministerium) |
| Malaysia               | Kementerian Dalam Negeri (Ministerium für Innere Angelegenheiten) |
| Mexiko                 | Secretaría de Gobernación (Regierungssekretariat) |
| Namibia                | Ministry of Home Affairs and Immigration (Ministerium für Innere Angelegenheiten und Einwanderung)                                                                                    |
| Niederlande            | Ministerie van Binnenlandse Zaken en Koninkrijksrelaties |
| Österreich             | Bundesministerium für Inneres |
| Osttimor               | Innenministerium Osttimors |
| Polen                  | Ministerstwo Spraw Wewnętrznych |
| Spanien                | Ministerio del Interior |
| Rumänien               | Ministerul Afacerilor Interne |
| Russland               | Министерство внутренних дел Российской Федерации (Innenministerium der Russischen Föderation)                                                                                         |
| Saudi-Arabien          | وزارة الداخلية (Innenministerium) |
| Schweiz                | Eidgenössisches Departement des Innern |
| Slowenien              | Ministrstvo za notranje zadeve Republike Slovenije |
| Türkei                 | Türkiye Cumhuriyeti İçişleri Bakanlığı (Innenministerium der Türkei) |
| Ungarn                 | Belügyminisztérium (Innenministerium) |
| Vereinigte Staaten     | Department of the Interior (Innenministerium) |
| Vereinigtes Königreich | Home Office (Innenministerium, oder Heimatamt) |
| Aufgelöste Staaten     | |
| Sowjetunion            | Innenministerium der UdSSR (NKWD oder MWD) |
| Japan                  | 内務省 Naimu-shō („Ministerium für innere Angelegenheiten“), englisch unter anderem Home Ministry, Ministry of Home Affairs, Ministry of Internal Affairs                             |

Für weitere Innenministerien siehe: Kategorie:Innenministerium